# 奎文区
奎文区是山东省潍坊市下辖的一个市辖区，于1994年设立，位于潍坊市区东部。得名于位于古代潍县东关城门之一的奎文门。區人民政府駐廣文街道勝利東街4919號。
奎文區地處山東半島中部，屬暖温帶大陸性半濕潤季風氣候，四季分明。隋開皇十六年（596年）設濰州，明洪武十年（1377年）改為濰縣，被白浪河一分為二，以東為東關，即今奎文。奎文歷史悠久，古代政治家晏嬰、經學大師鄭玄、農學家賈思勰、書畫家張擇端以及孔融、范仲淹、歐陽修、蘇軾、鄭板橋等都曾在此出仕遊歷。

## 地理位置
奎文区位于潍坊市中部偏北，地处东经119度、北纬36度左右。在北偏东方向与寒亭区相邻，西以白浪河为界与潍城区相望，南偏东方向与坊子区相连。地势南高北低，平均海拔26米。

## 历史沿革
奎文区古属东夷文化的发祥地，远在五千年前就有人类在此居住，记载有原始社会大汶口文化、龙山文化遗址。
夏属三寿国，商属莱国，周为齐国属地，秦属胶东郡（一说齐郡），汉属青州北海郡胶东国，晋改属齐郡。隋开皇十六年 (公元596年) 分北海郡置潍州。隋大业三年（公元607年）州废，复置北海郡。唐武德二年（公元619年），复置潍州。明洪武十年 (公元1377年)潍州降为县，属莱州府。潍县之名由此确定，并一直沿用。
民国建立后，民国3年（公元1914年）裁府，县属胶东道。民国14年（公元1925年）改属莱胶道。民国16年（公元1927年）裁道直属山东省。
1948年潍县解放，成立潍坊特别市（省直辖）。1949年6月潍坊特别市改称潍坊市，仍为省辖市。1950年，撤销潍坊市。1951年重建潍坊市，为县级市，隶属昌潍专区（先后沿革为昌潍地区和潍坊地区）。
1983年10月，撤销潍坊地区和县级潍坊市，改设地级潍坊市，实行市管县体制。市区设潍城区、坊子区、寒亭区。
1994年以白浪河为界将原潍城区划分成两个区，河东设立奎文区，河西为潍城区。

## 行政区划
奎文区下辖10个街道办事处：
东关街道、大虞街道、梨园街道、廿里堡街道、潍州路街道、北苑街道、广文街道、新城街道、清池街道和北海路街道。
奎文区名义上的辖区包括潍坊高新技术开发区，但高新区现在事实上已直接在潍坊市管辖下进行单独管理。

## 人口
根據第七次全国人口普查數據，截至2020年11月1日零時，奎文區常住人口為475103人。